# Oeax petriclaudii
Oeax petriclaudii là một loài bọ cánh cứng trong họ Cerambycidae.